# Cataplerotische Reaktionen
Cataplerotisch, auch kataplerotisch geschrieben, (altgriechisch: κατα–πλέω herabfahren) heißen Reaktionen, die vornehmlich zu anabolen Stoffwechselwegen gehören und für diese dem Citratzyklus Intermediate entnehmen. Im Gegensatz dazu stehen anaplerotische Reaktionen.
Wichtige Intermediate für solche Reaktionen sind Citrat (z. B. für die Cholesterol- und Fettsäure-Biosynthese), Succinyl-CoA (für die Porphyrin-Biosynthese), L-Malat (für die Gluconeogenese), Oxalacetat und Ketoglutarat (z. B. für den Aminosäuremetabolismus).